# Pino Forastiere
Pino Antonio Forastiere (Latronico, 23 giugno 1966) è un chitarrista e compositore italiano.

## Biografia
Diplomato in chitarra classica al Conservatorio Santa Cecilia di Roma, nei primi anni di attività si è esibito con la chitarra a sei e a dieci corde con repertorio barocco, contemporaneo e originale, per poi passare definitivamente alla chitarra acustica nel 1999, anno del suo debutto discografico con l'album Overcrossing in duo con il chitarrista classico Luca Pagliani.
Seguono dieci anni di attività compositiva, concertistica e discografica solista, con la pubblicazione dei tre album Rag Tap Boom (2003), Circolare (2005) e Why Not? (2008), e la partecipazione a diversi festival internazionali e stagioni musicali in Italia ed all'estero tra cui il New York Guitar Festival ed il Canadian Guitar Festival.
Why Not? prende il titolo dall'omonimo concerto per chitarra elettroacustica e orchestra d'archi presentato il 16 gennaio 2008 al Teatro Palladium di Roma, eseguito con la Roma3 Orchestra diretta da Pietro Mianiti e registrato dal vivo.
Nel 2009 pubblica Forastiere Live DVD/CD, che contiene 14 brani tratti dai precedenti album, rieseguiti e registrati dal vivo e con un solo inedito: Carta di Fiori. Nel 2010 forma il trio Guitar Republic con i due chitarristi acustici Sergio Altamura e Stefano Barone, con i quali registra l'omonimo album Guitar Republic.
Sempre nel 2010, uno dei suoi brani, Fase 1, viene scelto come sigla del meteo di RaiNews24 e partecipa al lungo tour dell'International Guitar Night (con date nel Regno Unito, USA, Canada), dove durante un concerto in British Columbia accanto a Alexandre Gismonti, Clive Carroll e Brian Gore, vengono registrati alcuni brani inseriti nell'album International Guitar Night V.
Alla fine del 2011 esce From 1 to 8, una raccolta di studi per chitarra acustica.
Tra i suoi allievi il chitarrista Giovanni Baglioni.

## Tecnica chitarristica e percussiva
Secondo il critico jazz statunitense John Schaefer il suo stile unisce i ritmi di Steve Reich con la tecnica di Michael Hedges con un'ammirazione per Eddie Van Halen.

## Strumentazione
Pino Forastiere suona una Martin D28, e una Eko Chetro modificata a 16 corde.

## Discografia

### Album
- 1999 - Overcrossing (Equipe) - assieme a Luca Pagliani
- 2003 - Rag Tap Boom (S3L / Candyrat Records)
- 2005 - Circolare (Accordature Aperte / Candyrat Records)
- 2008 - Why Not? (Candyrat Records) - con orchestra
- 2009 - Forastiere Live DVD/CD (Candyrat Records)
- 2010 - Guitar Republic (Candyrat Records) – con il trio Guitar Republic
- 2010 - International Guitar Night V (Pacific Music/Warner Music Canada) - con Alexandre Gismonti, Clive Carroll e Brian Gore
- 2011 - From 1 to 8 (Candyrat Records)
- 2015 - Deconstruction (autoproduzione)
- 2017 - Village Life (autoproduzione)